# Inselschlüpfer
Der Inselschlüpfer (Aphrastura masafuerae), früher auch Insel-Stachelschwanzschlüpfer bezeichnet, ist eine seltene Vogelart aus der Familie der Töpfervögel. Er ist endemisch auf Alejandro Selkirk in den Juan-Fernández-Inseln.

## Beschreibung
Der Inselschlüpfer erreicht eine Größe von 16,5 Zentimetern. Haube und Ohrengegend sind dunkelbraun mit einem stumpf beigegrauen Augenstreif. Die Unterseite ist beige graubraun. Die Flügel sind schwarz mit zwei beigebraunen Binden auf den Schwungfedern. Der Schwanz ist schwarz mit rötlichbraunen Mittelfedern und breiten Spitzen an den äußeren Steuerfedern. Der Schnabel ist schlank. Sein Ruf besteht aus einem surrenden trrrt.

## Vorkommen und Lebensraum
Der Inselschlüpfer bewohnt ein 11 km² großes Areal auf Alejandro Selkirk (Más Afuera) in den Juan-Fernández-Inseln. Er kommt hauptsächlich in Farnwäldern mit Dicksonia externa, Drimys confertifolia und Lophosoria quadripinnata vor und ist am häufigsten in Höhenlagen zwischen 600 und 1300 m an Bachläufen zu beobachten, wo die Dicksonia-Farne eine Höhe von fünf Metern erreichen.

## Lebensweise
Im Gegensatz zu seinem nächsten Verwandten, dem geselligen Stachelschwanzschlüpfer (Aphrastura spinicauda) aus Chile und Argentinien, lebt der Inselschlüpfer ausschließlich einzeln oder paarweise. Jedes Paar benötigt eine Reviergröße von mindestens 4 ha, die bei schlechter Lebensraumqualität auch größer ausfallen kann. Der Inselschlüpfer nistet in kleinen Löchern in steilen Felswänden, gewöhnlich fünf Meter über dem Boden.

## Status
Mitte der 1980er-Jahre wurde die Population auf etwa 500–1000 Exemplare geschätzt. Während einer Zählaktion in den Jahren 1992 bis 1993 waren es nur ungefähr 200 Individuen und 2001/2002 war die Population auf 140 Exemplare geschrumpft. Das Zertrampeln der Vegetation durch Ziegen sowie Buschfeuer haben zu einer starken Degradierung der Farnwälder auf Alejandro Selkirk geführt. Eingeschleppte Hausratten und Mäuse stellen den Jungvögeln nach, Rotrückenbussarde und verwilderte Hauskatzen sind eine Bedrohung für die adulten Vögel. Die Art wird von der IUCN als „vom Aussterben bedroht“ (critically endangered) gelistet.